# João I de Aragão
João I (Perpinhã, 27 de dezembro de 1350 – Foixà, 19 de maio de 1396), apelidado de "o Caçador" e "o Amante da Gentileza" pela posteridade e "o Descuidado" em seu tempo de vida, foi o Rei de Aragão e das Coroas Aragonesas de 1387 até sua morte. Era filho do rei Pedro IV e sua esposa Leonor da Sicília.

## Biografia
Era o filho mais velho de Pedro IV de Aragão e de sua terceira esposa Leonor da Sicília, filha de Pedro II da Sicília. Nasceu em Perpignan, que fazia parte da província de Rossilhão, a qual pertencia ao Reino de Aragão na época.
João abandonou a política pró-inglesa de seu pai e, em 1387, fez uma aliança com a França. Durante o Cisma do Ocidente, deu seu apoio ao Papa de Avinhão. Tambem fez uma aliança com Castela e, em 1388, confirmou um tratado com Navarra ajustando as fronteiras entre os reinos. Entre 1389 e 1390, os aragoneses combateram as tropas do Conde d'Armagnac que buscavam tomar as terras do reino vassalo de Maiorca. Em 1390, os invasores foram derrotados pelas forças aragonesas lideradas pelo infante Martim, irmão (e sucessor) de João.
Em 1391, João estabeleceu leis em relação aos judeus nas cidades de Aragão. Ao longo dos anos de 1388 a 1390, perdeu progressivamente todas as terras dos Ducados de Atenas e Neopatria na Grécia.
Aragão tentava subjugar a Sardenha desde o reinado de Jaime II e, gradualmente, os aragoneses já haviam conquistado a maior parte da ilha. No entanto, o principado independente restante, Arborea, tornou-se um centro de rebelião, e os aragoneses foram rapidamente expulsos durante o governo de Leonor de Arborea. Sob João, eles tentaram surprimir os rebeldes da Sardenha e reconquistar seus territórios, mas em seu tempo praticamente toda a Sardenha estava perdida.
João faleceu aos 45 anos, durante uma caçada nas florestas nos arredores de Foixà (Girona), ao cair de seu cavalo. Como não deixou herdeiros varões, foi sucedido por seu irmão Martim. Seu corpo se encontra sepultado no Mosteiro de Poblet.

### Casamentos e descendência
Em 16 de julho de 1370, durante o reinado de seu pai, João foi prometido à irmã mais nova de João II da França, Joana, que veio a falecer quando a caminho do casamento. Três anos depois, em 24 de junho, casou-se, em Barcelona, com Marta d'Armagnac, filha de João I, conde d'Armagnac, e de Beatriz, condessa de Charolais. O casal teve cinco filhos:
1. Jaime (Valência, 24 de junho de 1374 - 1374);
2. Joana (Daroca, outubro de 1375 - Valência, setembro de 1407), casada, em 1392, com Mateus, visconde de Castellbò;
3. João (Barcelona, 1376 - 1376);
4. Afonso (1377 - 1377);
5. Leonor (1378 - 1378).

Marta morreu em julho de 1378, possivelmente em consequência do nascimento de sua filha Leonor, que não sobreviveu ao primeiro ano de vida. João voltou a se casar novamente dois anos depois, com Iolanda de Bar, filha de Roberto I, duque de Bar, e de Maria da França (logo, sobrinha-neta de sua primeira noiva), com quem teve mais seis filhos:
1. Jaime (1382 - 1388), duque de Girona e conde de Cervera em 1387;
2. Iolanda (1384 - Saumur, 14 de dezembro de 1443), casada, em 1400, Luís II, duque d'Anjou;
3. Fernando (c. 1389 - Monzón, outubro de 1389), duque de Girona e conde de Cervera;
4. Joana (c. 1392 - Barcelona, 4 de agosto de 1396);
5. Antônia (1392 - 1392);
6. Pedro (c. 1394 - 1394), duque de Girona e conde de Cervera.